# Баскетбол на воді

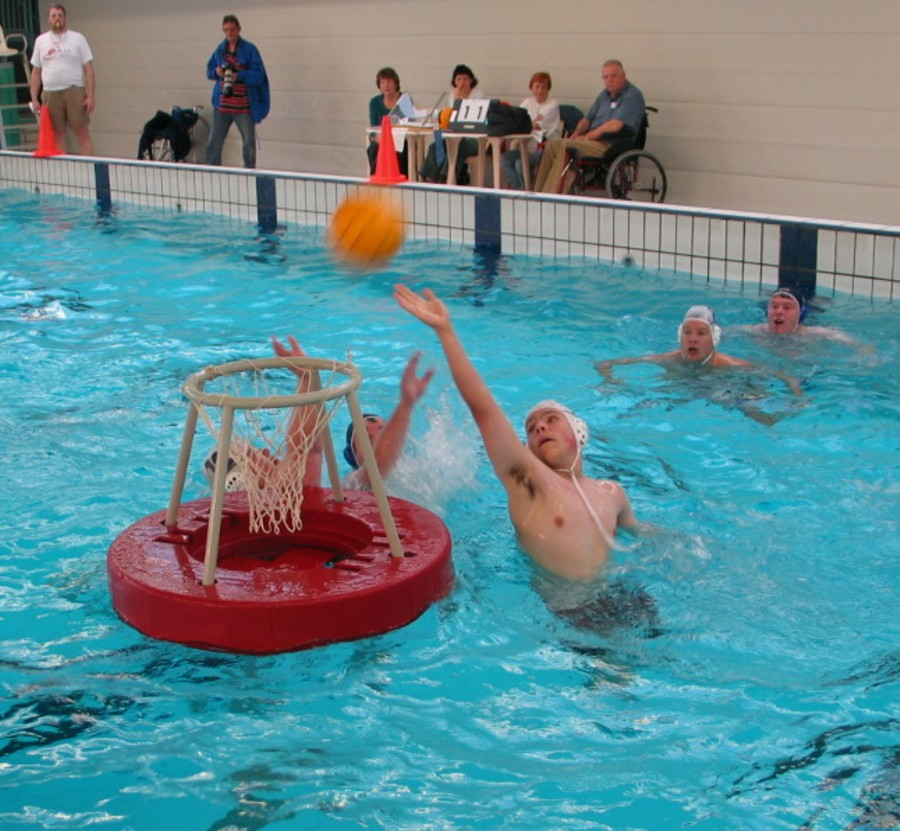
Матч баскетболу на воді

Баскетбол на воді (англ. Water basketball) — командна спортивна гра в воді, в процесі якої спортсмени двох команд прагнуть закинути м'яч у кошик суперника і не пропустити у свій. Гра є міксом баскетболу та водного поло. У складі команди — п'ятеро людей.
У вересні 2003 року в Австралії, на острові Тасманія відбулися перші матчі між командами Водного центру Гобарта, футбольною командою та крикетною командою. Надалі цей вид спорту розвивався саме у центрі Гобарта.
2005 року Федерація баскетболу Італії визнала баскетбол на воді формою баскетболу.
У Нідерландах баскетбол на воді був популярний ще з 1970-х років. Щоправда, в нього грали спочатку переважно люди з обмеженими можливостями. Окрім регіональних турнірів, голландці також проводять офіційні змагання з Чемпіонату баскетболу на воді Нідерландів.
У Словенії свій баскетбол на воді заснували 1997 року. Спочатку було два його види — один з класичним баскетбольним кошиком, закріпленим над басейном, а інший — з плаваючим кошиком. Обидва були дуже незручними для влучання м'яча. Згодом розробили спеціальний кошик для цього виду спорту, який був зафіксований на висоті одного метру над водою. В цю гру також грають в Угорщині.